# Город Нью-Йорк
«Город Нью-Йорк» (англ. New York Town) — американский кинофильм режиссёра Чарльза Видора, вышедший на экраны в 1941 году. В главных ролях — Фред Макмюррей и Мэри Мартин.

## Аннотация
Виктор Баллард — весёлый уличный фотограф без гроша в кармане. Он снимает квартиру вместе с польским художником Стефаном Яновским. Фотографируя прохожих, Виктор случайно знакомится с Александрой Кёртис. У неё нет денег и она в отчаянии. Виктор селит её в третьей комнате студии и пристраивает продавать свои фотографии. Впереди их ждёт много недоразумений, но останутся они неразлучны.

## В ролях
- Фред Макмюррей — Виктор Баллард
- Мэри Мартин — Александра Кёртис
- Аким Тамиров — Стефан Яновский
- Роберт Престон — Пол Брисон-младший
- Линн Оверман — Сэм
- Эрик Блор — Вивиан
- Фаззи Найт — Гас Нельсон
- Сесил Келлауэй — владелец корабля
- Эдвард МакНамара — Броуди
- Оливер Блейк — Бендер
- Кен Карпентер — церемониймейстер
- Сэм МакДениэл — Генри
- Сид Мелтон — Баркер (в титрах не указан)
- Лора Хоуп Крюс — Энни (в титрах не указана)